# Trbušnica (Lazarevac)
Trbušnica (em cirílico:Трбушница) é uma vila da Sérvia localizada no município de Lazarevac, pertencente ao distrito de Belgrado, na região de Kolubara. Possuía uma população de 796 habitantes segundo o censo de 2002.

## Demografia
| 1948  | 1953  | 1961  | 1971  | 1981 | 1991 | 2002 |
| ----- | ----- | ----- | ----- | ---- | ---- | ---- |
| 1 150 | 1 115 | 1 085 | 1 013 | 902  | 830  | 796  |